# Уголовная полиция в Германии
Уголовная полиция в Германии (нем. Kripo от Kriminalpolizei) — полицейская служба в Германии.
Первые сотрудники уголовной полиции появились в 1799 году в Берлине, но формальное разделение полиции на криминальную и защитную было произведено только в 1872 году.
В 1936 году в рамках реорганизации полицейских органов Германии крипо и гестапо объединены в полицию безопасности (зипо). В 1939—1945 гг. крипо — структурное подразделение (V управление) Главного управления имперской безопасности (РСХА).

## Структура V Управления РСХА
- V А криминальная политика и профилактика правонарушений
  - V А1 правовые вопросы, международное сотрудничество и розыск
  - V А2 профилактика правонарушений
  - V А3 женская криминальная полиция
- V В следствие
  - V В1 особо опасные преступления
  - V В2 мошенничество
  - V В3 преступления против нравственности
- V С служба опознания и розыска
  - V С1 центральная имперская служба опознания
  - V С2 розыск
- V D криминально-технический институт полиции безопасности
  - V D1 идентификация по отпечаткам
  - V D2 химический и биологический анализ
  - V D3 документация

## Руководители V Управления РСХА
- Артур Небе c сентября 1939 года по 28 июня 1944 года
- Фридрих Панцингер с 28 июня 1944 года по май 1945 года

## ФРГ
В ФРГ в 1951 году было создано Федеральное ведомство уголовной полиции Германии.

## ГДР
В ГДР уголовная полиция была одним из многих подразделений народной полиции.